# Más vale tarde
Más vale tarde es un programa televisivo, vespertino y magacín, producido por los servicios informativos de La Sexta que se emite de lunes a viernes en La Sexta. Toma su nombre del refrán «más vale tarde que nunca».
Presentado por Iñaki López y Cristina Pardo, cuenta con varias tertulias y análisis acerca de la información diaria con mesa de debate, donde distintos periodistas discuten los temas relacionados con la jornada. Se emite de lunes a viernes de 17:20 a 20:00 horas.
Por su parte, entre el 9 de septiembre y el 16 de diciembre de 2023 se emitió una versión del programa llamada Más vale sábado bajo la conducción de Adela González y Boris Izaguirre tal día de la semana de 15:30 a 20:00 horas.

## Historia
El programa comenzó sus emisiones el 1 de octubre de 2012 como una edición adelantada de La Sexta Noticias a modo de resumen. 
Se trataba de una hora de emisión como telonero de laSexta Noticias 2.
El 29 de octubre de 2012, el programa se afianzó en la programación de La Sexta con un nuevo plató bajo el nombre de Más vale tarde.
El 19 de julio de 2013, el programa finalizó su primera temporada.
Mamen Mendizábal anunció a principios de junio de 2021 que se marchaba del programa para realizar nuevos proyectos en Atresmedia. El día 9 de junio se dio a conocer que Iñaki López y Cristina Pardo dejarían respectivamente La Sexta Noche y Liarla Pardo para hacerse cargo del programa a partir de septiembre de 2021.
El 27 de junio de 2023, se hizo pública la puesta en marcha de una nueva edición del programa para su emisión en la tarde los sábados, con un tono más divertido y de entretenimiento, aunque sin dejar de lado la actualidad. Esta versión sería presentada entre el 9 de septiembre y el 16 de diciembre por Adela González y Boris Izaguirre bajo el nombre de 'Más vale sábado.
Desde el 6 de julio de 2024 durante los fines de semana, se lanzó un espacio de este programa titulado MVT Take Away que se centra en un recopilatorio de los mejores momentos del programa diario. Incluye secciones como recetas de cocina y consejos de nutrición, presentados por el chef Carlos Maldonado y el nutricionista Pablo Ojeda; evitando las secciones de actualidad.
Durante las vacaciones de verano, desde el año 2022 se suelen encargar de presentar el programa Marina Valdés y Maria Lamela como copresentadora. Como novedad durante el verano de 2025 pasó el programa a llamarse "MVT de verano". A pesar de ser la época estival han mantenido algunas secciones que se suelen realizar a lo largo de la temporada como por ejemplo Un país para viajarsélo con Luis Calero y la sección de cocina junto a Carlos Maldonado y Pablo Ojeda. 

## Presentadores
|                  | La Sexta | La Sexta | La Sexta | La Sexta | La Sexta | La Sexta | La Sexta | La Sexta | La Sexta | La Sexta | La Sexta | La Sexta | La Sexta |
| Año              | 2012     | 2013     | 2014     | 2015     | 2016     | 2017     | 2018     | 2019     | 2020     | 2021     | 2022     | 2023     | 2024     |
| ---------------- | -------- | -------- | -------- | -------- | -------- | -------- | -------- | -------- | -------- | -------- | -------- | -------- | -------- |
| Mamen Mendizábal |          |          |          |          |          |          |          |          |          |          |          |          |          |
| Cristina Pardo   |          |          |          |          |          |          |          |          |          |          |          |          |          |
| Iñaki López      |          |          |          |          |          |          |          |          |          |          |          |          |          |
| Diana Mata       |          |          |          |          |          |          |          |          |          |          |          |          |          |
| Adela González   |          |          |          |          |          |          |          |          |          |          |          |          |          |
| Hilario Pino     |          |          |          |          |          |          |          |          |          |          |          |          |          |
|                  |          |          |          |          |          |          |          |          |          |          |          |          |          |
| José Yélamo      |          |          |          |          |          |          |          |          |          |          |          |          |          |
| Marina Valdés    |          |          |          |          |          |          |          |          |          |          |          |          |          |
| María Lamela     |          |          |          |          |          |          |          |          |          |          |          |          |          |
| Boris Izaguirre  |          |          |          |          |          |          |          |          |          |          |          |          |          |

     Más Vale Tarde.
     Sustituciones en Más Vale Tarde.
     Más Vale Sábado.

## Colaboradores
- María Claver: Periodista
- Jesús Maraña: Director editorial de Infolibre
- Miguel Ángel Aguilar: Periodista
- Elisa Beni: Periodista
- Ana R. Cañil: Periodista y escritora
- Benjamín Prado: Escritor
- Nacho Escolar: Periodista y director de eldiario.es
- José Luis Roig: La información.com
- Mayte Alcaraz: ABC
- Chema Crespo: Director general de Público
- Lucía Méndez: Periodista de El Mundo
- Jesús Fonseca: Periodista
- Carmen Morodo: Periodista de La Razón
- Ángeles Caballero: Periodista de El Confidencial
- Antonio Maestre: Periodista.
- Beatriz de Vicente: Abogada y criminóloga
- Fernando Berlín: Director de Radiocable
- Gonzalo Miró : Analista político
- Ramoncín: cantante
- Ramón Espinar: politólogo y exsenador
- Loreto Ochando: periodista El plural

## Audiencia
| Temporada                                                 | Temporada          | Estreno                 | Final               | Audiencia media | Audiencia media |
| Temporada                                                 | Temporada          | Estreno                 | Final               | Espectadores    | Cuota           |
| --------------------------------------------------------- | ------------------ | ----------------------- | ------------------- | --------------- | --------------- |
|                                                           | 1.ª                | 29 de octubre de 2012   | 19 de julio de 2013 | 446 000         | 4,3 %           |
|                                                           | 2.ª                | 2 de septiembre de 2013 | 18 de julio de 2014 | 583 000         | 5,7 %           |
|                                                           | 3.ª                | 1 de septiembre de 2014 | 17 de julio de 2015 | 773 000         | 7,6 %           |
|                                                           | 4.ª                | 31 de agosto de 2015    | 22 de julio de 2016 | 750 000         | 7,5 %           |
|                                                           | 5.ª                | 30 de agosto de 2016    | 21 de julio de 2017 | 776 000         | 7,7 %           |
|                                                           | 6.ª                | 4 de septiembre de 2017 | 20 de julio de 2018 | 903 000         | 8,6 %           |
|                                                           | 7.ª                | 3 de septiembre de 2018 | 19 de julio de 2019 | 800 000         | 8,1 %           |
|                                                           | 8.ª                | 2 de septiembre de 2019 | 17 de julio de 2020 | 870 000         | 7,1 %           |
|                                                           | 9.ª                | 7 de septiembre de 2020 | 16 de julio de 2021 | 688 000         | 6,8 %           |
| Inicio de Iñaki López y Cristina Pardo como presentadores |                    |                         |                     |                 |                 |
|                                                           | 10.ª               | 6 de septiembre de 2021 | 15 de julio de 2022 | 647 000         | 6,5 %           |
|                                                           | 11.ª               | 5 de septiembre de 2022 | 21 de julio de 2023 | 534 000         | 6,3 %           |
|                                                           | 12.ª               | 4 de septiembre de 2023 | 19 de julio de 2024 | 584 000         | 7,4 %           |
|                                                           | 13.ª               | 2 de septiembre de 2024 | 18 de julio de 2025 | 500 000*        | 7 %*            |
| Media de audiencia                                        | Media de audiencia | 29 de octubre de 2012   | 13 de mayo de 2025  | 680 308*        | 6,97 %*         |

* Datos provisionales.

## Premios
- Antena de Oro, (2013)

## Versiones
- En Chile el canal Mega hizo una adaptación del programa titulado igual que el original Más vale tarde conducido por Álvaro Escobar.